# 2036
2036 (MMXXXVI) bo prestopno leto, ki se bo po gregorijanskem koledarju začelo na torek.